# Buddhist Churches of Americas biskop
Buddhist Churches of Americas biskop är den högste andlige ledaren inom Buddhist Churches of America (BCA). Eftersom BCA är en del av Honganji-ha, är biskopen underordnad Gomonshu, som är den högste andliga ledaren i Honganji-ha. Honganji-ha är en del av rena land-buddhism.
Mellan 1899 och 1918 hade ledaren över Buddhist Mission of North America (BMNA) titeln kantoku (föreståndare). 1918 ändrades titeln till sochō (biskop). BMNA bytte namn till Buddhist Churches of America 1944.

## Nomenklatur
Ledaren för Buddhist Mission of North America, senare Buddhist Churches of America, innehade från 1899 till 1918 titeln kantoku. Kantoku har översatts till "superintendent" (föreståndare) och "director" (direktör). 1918 ändrades titeln från kantoku till sochō, som översatts till "chancellor" (kansler) och "president". Den officiella titeln och "översättningen" är dock "bishop" (biskop). Översättningen av socho till biskop är inte en bokstavlig utan en ungefärlig översättning, likt många andra av de engelska termer som används inom BCA i stället för de ursprungliga termerna på andra språk. Även i andra av Honganji-has utländska distrikt har termen "biskop" använts, såsom i Hawaii och Kanada, som har egna organisationer.
Kontrovers väcktes vid en konferens 1933, då flera inom BMNA ansåg att det var olämpligt att använda engelska termer som kan associeras till kristendomen. Denna diskussion har fortsatt vara aktuell även efter detta. BCA kom senare, genom departementet BCA Ministerial Research Committee, att utföra en utredning angående användandet av termen "bishop" som översättning till japanska socho. I texten English Nomenclature for So-cho från 24 februari 1971, skrivet efter denna utredning, skriver Masami Fujitani att termen "bishop" är en neutral engelsk term för andliga ledare. Bakgrunden till denna slutsats är att ursprunget till ordet är grekiskans "episkopos" (overseer; "tillsynsman"), en term som förekom i grekisk litteratur flera århundraden innan kristendomens uppkomst. Termen kom senare att bli till latinska "episcopus", old english "biscop", middle english "bisshop" och senare "bishop". Termen sangharaja från theravadabuddhismen hade föreslagits som ett annat alternativ, men ansågs vara en för främmande term för BCA:s medlemmar för att termen skulle vara funktionell. Paul David Numrich, professor i religionsvetenskap, menar att valet av "biskop" syftade till att anspegla på den roll i kristna samfunds hierarkier som biskopar har. Numrich menar att biskopen i BMNA/BCA inte har några andra likheter till biskopar i kristna samfund förutom den position i organisationernas hierarkier.

## Historik

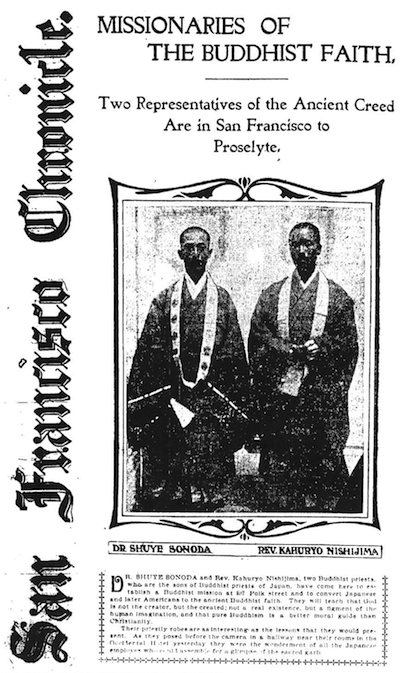
Reverend Shūye Sonoda (vänster) och Rev. Kakuryo Nishijima (höger) 1899, de första Jodo Shinshu missionärerna i USA. Sonoda blev senare den första kantoku i Buddhist Mission of North America.

De första kända jodoshinshu-buddhisterna i USA:s fastland anlände i San Francisco 1872. 1898 bildades den första gruppen för jodoshinshu-buddhister, och året därefter skickades missionärer från Honganji-ha. September 1899 tillsattes en kantoku (superintendent; föreståndare) av som skickades från Honganji-ha för att leda missionärerna. Den första kantoku var Shūe Sonoda, som tätt efterföljdes av Tetsuei Mizuki, Kentoku Hori och därefter Kōyū Uchida. 1918, det vill säga under den tid Uchida innehade positionen som kantoku, ändrades titeln från kantoku till sochō (biskop)
| #  | Namn                    | Titel                                          | Period                       | Källa                       |
| -- | ----------------------- | ---------------------------------------------- | ---------------------------- | --------------------------- |
| 1  | Shūye Sonoda (薗田宗恵) | Kantoku (föreståndare)                         | September 1899–december 1900 | [ 15 ] [ 16 ]               |
| 2  | Tetsuei Mizuki          | Kantoku                                        | December 1900–oktober 1901   | [ 15 ] [ 16 ]               |
| 3  | Kentoku Hori            | Kantoku                                        | Mars 1902–augusti 1905       | [ 15 ] [ 16 ]               |
| 4  | Kōyū Uchida             | Kantoku (till 1918), sochō (biskop; från 1918) | Augusti 1905–september 1923  | [ 15 ] [ 16 ]               |
| -  | Senju Sasaki            | Ställföreträdande biskop                       | September 1923–juli 1925     | [ 16 ]                      |
| -  | Ryoun Hanada            | Ställföreträdande biskop                       | Juli 1925–januari 1926       | [ 16 ]                      |
| -  | Ryusei Kusuhara         | Ställföreträdande biskop                       | Januari 1926–oktober 1926    | [ 16 ]                      |
| 5  | Hōshō Sasaki            | Biskop (Sochō)                                 | Oktober 1926–juli 1928       | [ 15 ] [ 16 ]               |
| -  | Itsuzō Kyōgoku          | Ställföreträdande biskop                       |                              | [ 15 ]                      |
| 6  | Kenju Masuyama          | Biskop (Sochō)                                 | Juli 1930–februari 1938      | [ 17 ] [ 16 ]               |
| 7  | Ryōtai Matsukage        | Biskop (Sochō)                                 | Februari 1938 till Juni 1948 | [ 18 ] [ 19 ] [ 16 ]        |
| 8  | Enryo Shigefuji         | Biskop (Sochō)                                 | Augusti 1948–augusti 1958    | [ 16 ]                      |
| -  | Shozen Naito            | Ställföreträdande biskop                       | Augusti 1958–mars 1959       | [ 20 ] [ 16 ]               |
| 9  | Shinsho Hanayama        | Biskop (Sochō)                                 | Maj 1959–maj 1968            | [ 19 ] [ 21 ] [ 22 ] [ 16 ] |
| 10 | Kenryu Takashi Tsuji    | Biskop (Sochō)                                 | Maj 1968–april 1981          | [ 18 ] [ 16 ]               |
| 11 | Seigen Yamaoka          | Biskop (Sochō)                                 | Maj 1981–mars 1996           | [ 23 ] [ 16 ]               |
| 12 | Hakubun Watanabe        | Biskop (Sochō)                                 | April 1996–                  | [ 24 ] [ 16 ]               |
| 13 | Koshin Ogui             | Biskop (Sochō)                                 | 2004–mars 2012               | [ 25 ] [ 26 ]               |
| 14 | Kodo Umezu              | Biskop (Sochō)                                 | Mars 2012–mars 2020          | [ 26 ] [ 27 ] [ 28 ]        |
| 15 | Marvin Harada           | Biskop (Sochō)                                 | April 2020–                  | [ 28 ]                      |

### Hierarkisk positionering
Initialt var kantoku ledaren för Renraku Bukkyo Dan, (Renraku Buddhist Association), som var den styrande grupperingen, bestående av samtliga missionärer/präster (kaikyoshi) i NABM. Kantoku var direkt underställd Overseas Mission Department (ungefär "departementet för utländsk missionering") i Nishi Hongan-ji, som i sin tur var direkt underställd Gomonshu. Efter omorganiseringen av BMNA, vilket även innefattade namnbyte till Buddhist Churches of America (BCA), försvagades Nishi Hongan-jis makt över BCA. Innan 1944 var kantoku och sedermera biskopen tillsatt av Nishi Hongan-ji. Efter 1944 blev biskopspositionen istället ett förtroendeuppdrag. Biskopen väljs av prästerskapet i BCA, men måste ändå formellt godkännas av Gomonshu. Efter 1944 är BCA:s centralorganisation uppdelad i två delar, modellerad efter Nishi Hongan-ji:s struktur, en del som ägnar sig åt "det religiösa" och en del som ägnar sig åt ekonomiska, juridiska och andra "sekulära" frågor. Biskopen är det formella överhuvudet i båda dessa.

## Ansvar och befogenheter
Biskopen har ingen direkt auktoritet över de lokala templen och kyrkorna, utan dennes formella makt ligger främst i att biskopen ansvarar för prästerskapet. Biskopen har dock inte rätt att viga personer till präster – endast Gomonshu, den högste andliga ledaren inom Honganji-ha, har denna auktoritet. Varje kyrka/tempel är delvis autonoma från BCA, då varje kyrka/tempel har en egen/lokal styrelse. Kantoku och sedermera biskopar hade/har dock ansvar att varje år besöka varje kyrka/tempel för att uppmärksamma såväl lokala problem som nationella problem. Dessa besök gör det bland annat möjligt för biskopen att samordna och koordinera nationella resurser, om nödvändigt förflytta präster, eller indirekt påverka de beslut som fattas i de lokala styrelserna genom att ge förslag till dessa.
I en rapport utfärdad av United States Census Bureau från 1941, som syftade till att ge en statistisk översikt över religiositeten i USA samt kortfattade beskrivningar av religionerna, beskrevs biskopens roll på följande sätt: "biskopsföreståndaren har ansvar för alla religiösa aktiviteter. Han har auktoritet att förflytta eller avlägsna medlemmar från prästerskapet av goda och tillräckliga skäl".
Biskopen är den enda som har formell auktoritet att förflytta kaikyoshi-präster och tilldela dessa till kyrkor/församlingar. Prästerna i fråga samt de berörda kyrkorna/templen måste dock godkänna sådana beslut. Proceduren kan gå till som så att en tilltänkt kaikyoshi-präst tillsammans med hans familj besöker den tilltänkta kyrkan/templet. Medlemmarna i kyrkan/templet får därefter ge synpunkter på prästen till biskopen, som tar det slutgiltiga beslutet.
Biskopen har befogenhet att anordna och utföra kieshiki, engelska "Sarana Affirmation Ceremony". Detta är en ceremoni/ritual som innefattar att utövaren tar tillflykt i De tre juvelerna, får ett buddhistiskt namn (homyo) och lovar att hänge sig till den jodoshinshu-buddhistiska vägen. Vanligen anordnas dessa ritualer av Gomonshu, den högste andliga ledaren inom Honganji-ha, men då kallas ceremonin/ritualen istället kikyoshiki. Första gången en biskop i BCA anordnade kieshiki var i april 1962.